# Krautfleckerl

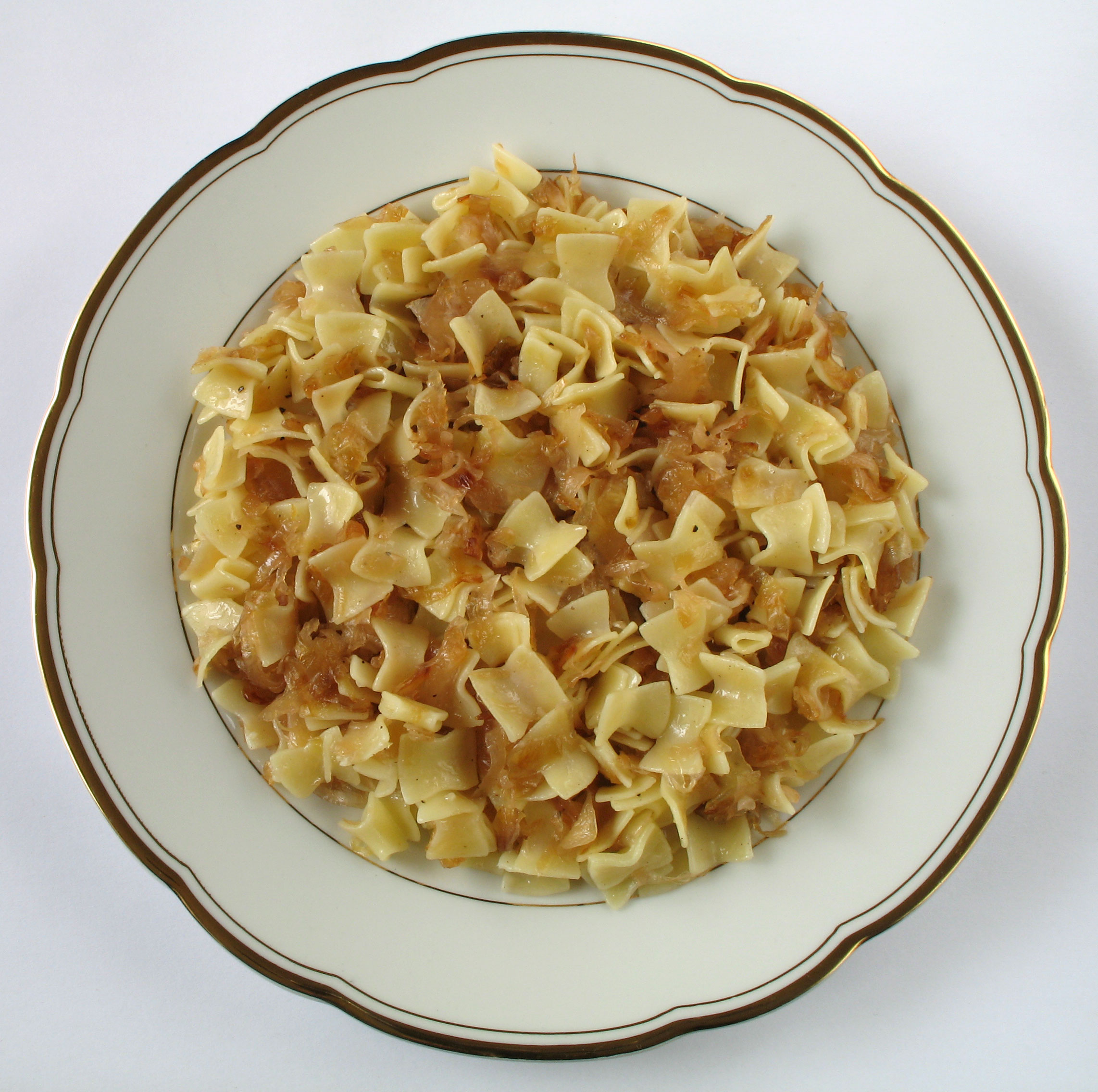
Krautfleckerl.

El Krautfleckerln es un plato tradicional de la cocina austriaca y de la cocina checa. Es un plato en el que el que el principal ingrediente es una pasta muy popular en Austria denominada Fleckerl (en alemán mancha) y el repollo (Weißkraut). Es un plato que se sirve caliente. 

## Características
Los ingredientes principales del plato son la pasta (Fleckerl) y el Weißkraut (repollo). Primero se caramelizan en una sartén unas cebollas picadas finamente y se escaldan posteriormente en vinagre. Se corta el repollo en brunoise y se cuece en un caldo con sal, pimienta y comino cerca de 20 minutos. Se sirve decorando con cebollino cortado finamente en juliana y pedazos de Vollkornbrot (pan integral). 